# Distrito electoral de Chester (condado de Thayer, Nebraska)
Chester (en inglés: Chester Precinct) es un distrito electoral ubicado en el condado de Thayer en el estado estadounidense de Nebraska. En el Censo de 2010 tenía una población de 696 habitantes y una densidad poblacional de 1,87 personas por km².

## Geografía
Chester se encuentra ubicado en las coordenadas 40°2′18″N 97°35′9″O / 40.03833, -97.58583. Según la Oficina del Censo de los Estados Unidos, Chester tiene una superficie total de 372.52 km², de la cual 370.88 km² corresponden a tierra firme y (0.44%) 1.64 km² es agua.

## Demografía
Según el censo de 2010, había 696 personas residiendo en Chester. La densidad de población era de 1,87 hab./km². De los 696 habitantes, Chester estaba compuesto por el 97.56% blancos, el 0.14% eran amerindios, el 0.29% eran asiáticos, el 0.86% eran de otras razas y el 1.15% pertenecían a dos o más razas. Del total de la población el 1.15% eran hispanos o latinos de cualquier raza.